# (35273) 1996 RF11
1996 RF11 (asteroide 35273) é um asteroide da cintura principal. Possui uma excentricidade de 0.06220810 e uma inclinação de 1.26014º.
Este asteroide foi descoberto no dia 8 de setembro de 1996 por Spacewatch em Kitt Peak.